# Pterocryptis
Pterocryptis — рід риб з родини Сомові ряду сомоподібних. Має 17 видів.

## Опис
Загальна довжина представників цього роду коливається від 8 до 30 см. Зовнішністю схожі на європейського сома. Мають помірно велику голову з широкою пащею. У них декілька вусиків на верхній і нижній щелепах пащі. Очі маленькі, у деяких видів зір відсутній. Тулуб витягнутий. Спинний та анальний плавці з широкою основою, витягнуті.
Забарвлення піщаного, чорного, коричневого кольору з різними відтінками.

## Спосіб життя
Зустрічаються в швидких річках на кам'янистих ділянках, де днем ховаються серед каміння. Деякі види живуть в печерах. Тримаються дна. Активні вночі. Живляться дрібною рибою й креветками.

## Розповсюдження
Поширені в субтропічних зонах Азії.

## Види
- Pterocryptis anomala
- Pterocryptis barakensis
- Pterocryptis berdmorei
- Pterocryptis bokorensis
- Pterocryptis buccata
- Pterocryptis burmanensis
- Pterocryptis cochinchinensis
- Pterocryptis crenula
- Pterocryptis cucphuongensis
- Pterocryptis furnessi
- Pterocryptis gangelica
- Pterocryptis indicus
- Pterocryptis inusitata
- Pterocryptis taytayensis
- Pterocryptis torrentis
- Pterocryptis verecunda
- Pterocryptis wynaadensis